# Mont-Saint-Père
Mont-Saint-Père ist eine französische Gemeinde mit 689 Einwohnern (Stand: 1. Januar 2022) im Département Aisne in der Region Hauts-de-France (vor 2016: Picardie); sie gehört zum Arrondissement Château-Thierry und zum Kanton Château-Thierry. Die Einwohner werden Montépierrins genannt.

## Geografie
Die Gemeinde Mont-Saint-Père liegt in der Landschaft Tardenois an der Marne, die die Gemeinde im Süden und Südosten begrenzt, acht Kilometer nordöstlich von Château-Thierry, großräumiger gesehen in der Mitte zwischen Paris und Reims. Umgeben wird Mont-Saint-Père von den Nachbargemeinden Épieds im Westen und Norden, Chartèves im Nordosten und Osten, Mézy-Moulins im Südosten, Fossoy im Süden, Gland im Südwesten sowie Verdilly im Westen.

## Geschichte
Die Gemeinde hieß während der Französischen Revolution Mont-Bel-Air und Mont-sur Marne. Zwischen 1974 und 1979 bildeten Mont-Saint-Père und Chartèves gemeinsam die Gemeinde Charmont-sur-Marne.

### Bevölkerungsentwicklung
| Jahr                       | 1962 | 1968 | 1975 | 1982 | 1990 | 1999 | 2011 | 2022 |
| Einwohner                  | 353  | 391  | 365  | 445  | 544  | 538  | 692  | 689  |
| Quellen: Cassini und INSEE |      |      |      |      |      |      |      |      |

## Weinbau
Mont-Saint-Père gehört, obwohl außerhalb der Region gelegen, zum Weinbaugebiet Champagne.

## Sehenswürdigkeiten
- Kirche Saint-Pierre
- Schleuse
- 2012 renoviertes Waschhaus (Lavoir)

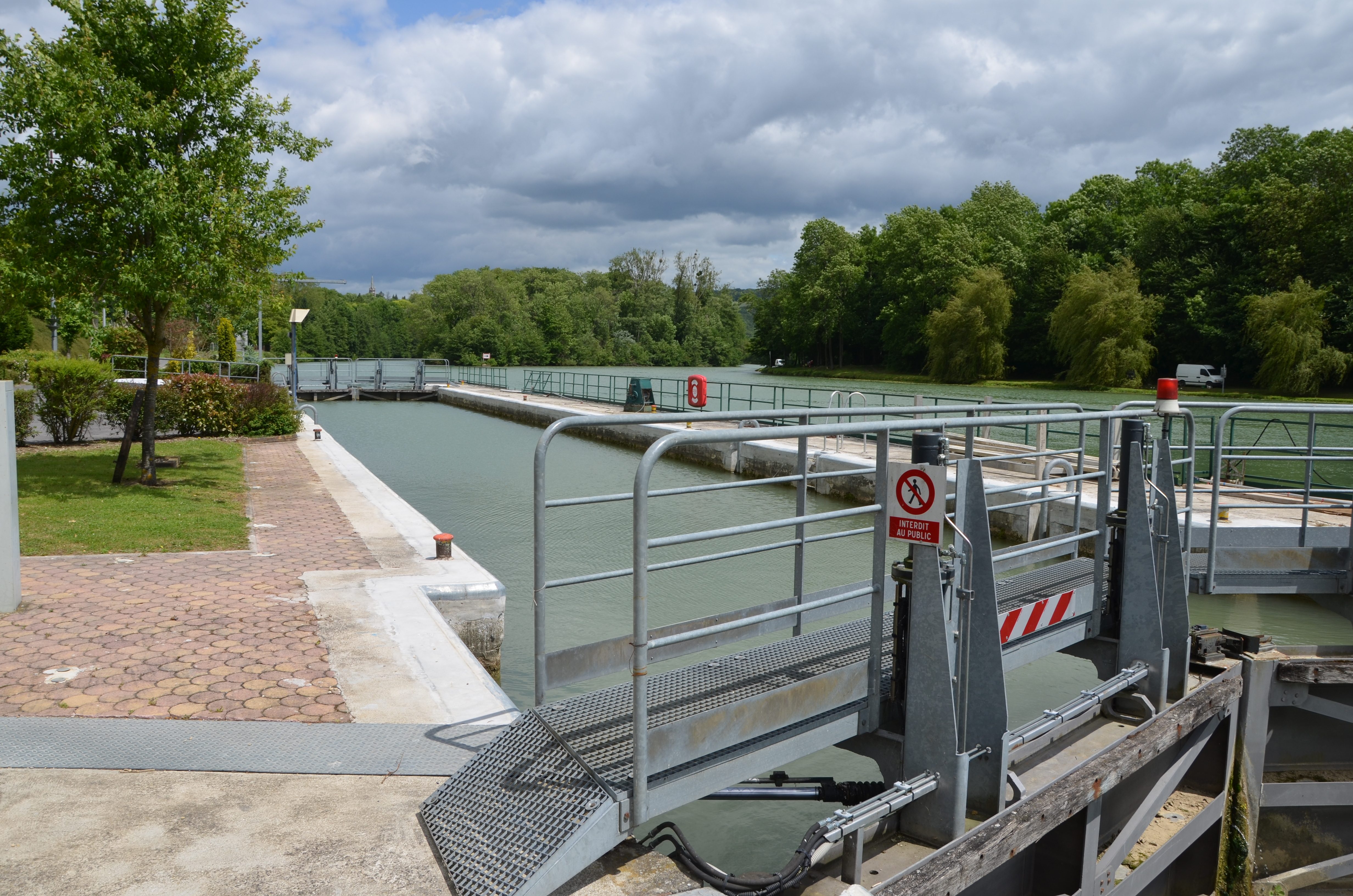
Marne-Schleuse
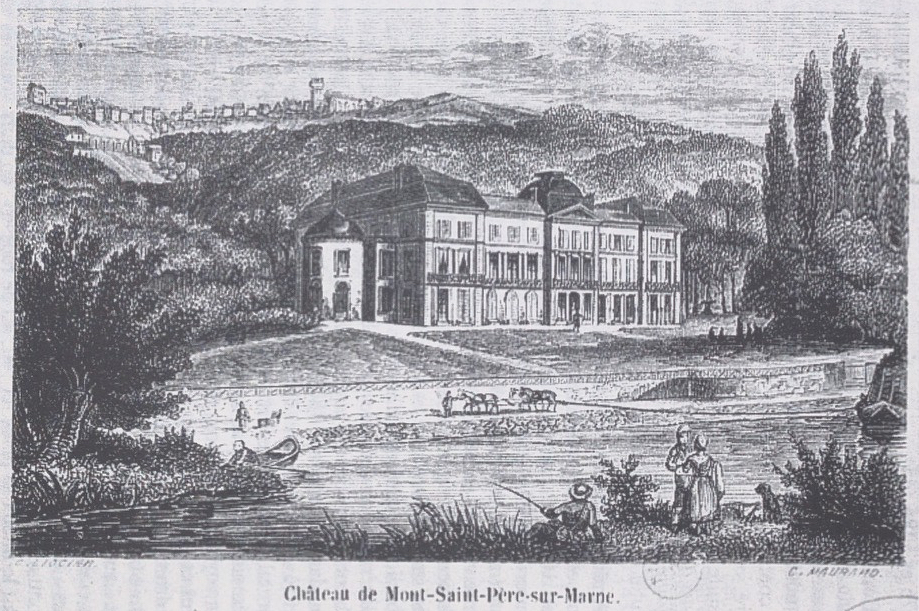
Ehemaliges Schloss Ende des 19. Jahrhunderts

## Persönlichkeiten
- Léon Lhermitte (1844–1925), Maler
- Jacques Jean Lhermitte (1877–1959), Neurologe